# Bestensee
Bestensee è un comune di 9 209 abitanti del Brandeburgo, in Germania.
Appartiene al circondario di Dahme-Spreewald.

## Storia
Nel 2003 venne aggregato al comune di Bestensee il soppresso comune di Pätz.

## Geografia antropica

### Suddivisioni amministrative
Il territorio comunale comprende 3 centri abitati (Ortsteil):
- Groß Besten
- Klein Besten
- Pätz[senza fonte]

## Società

### Evoluzione demografica
- Sviluppo della popolazione dal 1875 entro gli attuali confini (Linea Blu: Popolazione; Linea puntata: Confronto dello sviluppo della popolazione dello stato del Brandenburgo; Sfondo grigio: Ai tempi del governo nazista; Sfondo rosso: Al tempo del governo comunista)
- Sviluppo recente della popolazione (Linea blu) e previsioni

| Anno | Abitanti |
| ---- | -------- |
| 1875 | 751      |
| 1890 | 987      |
| 1910 | 1 786    |
| 1925 | 2 285    |
| 1933 | 2 929    |
| 1939 | 3 583    |
| 1946 | 4 231    |
| 1950 | 4 089    |
| 1964 | 4 113    |
| 1971 | 4 145    |
| 1981 | 4 215    |

| Anno | Abitanti |
| ---- | -------- |
| 1985 | 4 494    |
| 1989 | 5 782    |
| 1990 | 5 755    |
| 1991 | 5 777    |
| 1992 | 6 216    |
| 1993 | 5 960    |
| 1994 | 5 978    |
| 1995 | 5 978    |
| 1996 | 5 939    |
| 1997 | 5 990    |

| Anno | Abitanti |
| ---- | -------- |
| 1998 | 6 139    |
| 1999 | 6 238    |
| 2000 | 6 319    |
| 2001 | 6 301    |
| 2002 | 6 313    |
| 2003 | 6 290    |
| 2004 | 6 534    |
| 2005 | 6 669    |
| 2006 | 6 601    |
| 2007 | 6 666    |

| Anno | Abitanti |
| ---- | -------- |
| 2008 | 6 651    |
| 2009 | 6 672    |
| 2010 | 6 732    |
| 2011 | 6 597    |
| 2012 | 6 740    |
| 2013 | 6 860    |
| 2014 | 7 125    |
| 2015 | 7 367    |
| 2016 | 7 503    |
| 2017 | 7 785    |

| Anno | Abitanti |
| ---- | -------- |
| 2018 | 7 850    |
| 2019 | 8 002    |
| 2020 | 8 344    |

Fonti dei dati sono nel dettaglio nelle Wikimedia Commons..

## Amministrazione

### Gemellaggi
- Havixbeck
- Przemęt